# Xylophanes hortulans
Xylophanes hortulans är en fjärilsart som beskrevs av Ludwig Wilhelm Schaufuss 1870. Xylophanes hortulans ingår i släktet Xylophanes och familjen svärmare. Inga underarter finns listade i Catalogue of Life.